# Tizenegyedik isonzói csata
A XI. isonzói csata 1917. augusztus 18-ától szeptember 12-éig tartott az előrenyomuló olasz és a védekező Osztrák–Magyar Monarchia csapatai között. Cadorna az elvesztett tizedik isonzói csata után egy utolsó nagy rohamra készült az olasz csapatokkal, hogy elfoglalja a Monarchia frontvonalát és benyomuljon a hátországba. 5200 löveget és 600 zászlóaljat vezényelt a térségbe, hogy a Monarchia 250 zászlóalja és mindössze 2200 lövege ellen döntő csapást mérjen.

## A csata
Az olasz támadás a Monarchia teljes frontszakaszára összpontosult, szemben a korábbi támadásokkal, amikor az olasz csapatok csak a frontvonal egyes részeit támadták meg. Az olasz hadvezetés úgy számolt, hogy egy döntő, totális támadás során a Monarchia nem tudja átcsoportosítania az erőit egyik frontszakaszról a másikra, így a létszámfölény miatt elsöpörhetik a teljes frontvonalat és döntő győzelmet arathatnak. A támadás a Tolmin és az Adriai-tenger közti frontvonalon indult meg, az olaszok több ideiglenes hidat létesítettek, így megkönnyítve az előrenyomulásukat. Északon, a Bainsizza-fennsíkon Capello tábornok vezette 2. olasz hadsereg áttörte a Boroevic vezette monarchiabeli erők frontvonalát, elválasztották egymástól a Monarchia csapatait. Az olaszok kezére jutott Monte Santo erődje is. Az olaszok északon aratott győzelmének azonban stratégiai jelentősége nem volt, a XI. isonzói csata kitűzött célját, Trieszt elfoglalását nem sikerült megvalósítani. Az olaszok szeptember 12-én leállították az offenzívát, az ideiglenesen elfoglalt területekről nagyrészt kivonultak.

## Eredmények
Habár nagy létszámfölényban harcoltak az olasz erők, nem tudtak döntő győzelmet aratni a Monarchia csapatai fölött. A támadás területnyeresége jelentéktelen és stratégiailag elhanyagolható mértékű volt. Az olaszok legnagyobb stratégiai hibája azonban nem maga a csata végzetes kimenetele, hanem az volt, hogy a XI. isonzói csata után nem kezdték meg egy újabb isonzói csata előkészítését. Az olasz hadvezetés 1917-ben nem akart újabb csatát a Monarchia erőivel, pedig az Osztrák–Magyar Monarchia csapatai olyannyira legyengültek a XI. isonzói csata után, hogy egy újabb olasz támadásnak nem tudtak volna ellenállni. Az olaszok másik taktikai hibája, hogy nem ismerték fel, a keleti fronton a korábban indított Kerenszkij-offenzívát a Monarchia erői feltartóztatták és megkezdték előrenyomulásukat Oroszország belseje felé. 1917 szeptemberére a keleti front gyakorlatilag megszűnt és a Monarchia jelentős erőket tudott átcsoportosítani 1917 őszén az olasz frontra. Ez a létszámnövekedés lehetővé tette, hogy az eddig csak védekező monarchiabeli csapatok ellentámadást indítsanak az olasz fronton.

## Kapcsolódó szócikk
- Isonzói csaták